# Дахия ал-Кихина
Дахия ал-Кихина, срещаща се още и като Кахена или Кихия, е царица на държавно-политическо формирование в Северна Африка, и по-конкретно в Магреб, по времето на арабското завоюване на Северна Африка.